# جواز سفر ليبيري
يصدر جواز السفر الليبيري لمواطني ليبيريا للسفر الدولي.

## اللغات
صفحة المعلومات والبيانات مطبوعة باللغتين الانجليزية والفرنسية.